# Орієнтація кривої
У математиці, додатно орієнтована крива — це планарна проста замкнена крива (тобто крива у якої початкова точка одночасно є кінцевою точкою і яка не має інших самоперетинів) така, що рухаючись по ній, маємо внутрішню область кривої ліворуч ( і отже, зовнішню частину площини праворуч). Якщо у попередньому визначенні поміняти місцями ліворуч і праворуч, то отримаємо від'ємно орієнтовану криву.
Критичним для цього визначення є те, що кожна проста замкнена крива має однозначно означену внутрішню область; це випливає з теореми Жордана.

У країнах із правостороннім рухом, внутрішні смуги (синім) кільцевої дороги утворюють від'ємно орієнтовану криву, а зовнішні (червоним) — додатно.

Всі прості замкнені криві можна класифікувати як від'ємно орієнтовані, додатно орієнтовані або неорієнтовані.  
Концепція орієнтації кривої є лише частковим випадком поняття орієнтації многовида (тобто, окрім орієнтації кривої можна говорити про орієнтацію поверхні, гіперповерхні і т.д.).

## Орієнтація простого многокутника
У двох вимірах, маючи впорядковану множину з трьох чи більше зв'язаних вершин (точок) які утворюють простий многокутник, орієнтація цього многокутника безпосередньо пов'язана із знаком кута у будь-якій вершині опуклої оболонки многокутника, наприклад, кут ABC на зображенні. В обчисленнях, знак меншого кута утвореного двома векторами зазвичай визначається через векторний добуток. Останній можна обчислити як знак визначника матриці їхньої орієнтації. Зокрема коли два вектори визначені через два відрізки зі спільною кінцевою точкою, так як сторони BA і BC трикутника ABC у нашому прикладі, матрицю орієнтації можна визначити так: 
{\displaystyle \mathbf {O} ={\begin{bmatrix}1&x_{A}&y_{A}\\1&x_{B}&y_{B}\\1&x_{C}&y_{C}\end{bmatrix}}.}
Формулу її визначника можна отримати, наприклад, через використання розкладу Лапласа:
{\displaystyle {\begin{aligned}\det(O)&=1{\begin{vmatrix}x_{B}&y_{B}\\x_{C}&y_{C}\end{vmatrix}}-x_{A}{\begin{vmatrix}1&y_{B}\\1&y_{C}\end{vmatrix}}+y_{A}{\begin{vmatrix}1&x_{B}\\1&x_{C}\end{vmatrix}}\\&=x_{B}y_{C}-y_{B}x_{C}-x_{A}y_{C}+x_{A}y_{B}+y_{A}x_{C}-y_{A}x_{B}\\&=(x_{B}y_{C}+x_{A}y_{B}+y_{A}x_{C})-(y_{A}x_{B}+y_{B}x_{C}+x_{A}y_{C}).\end{aligned}}}
Якщо визначник від'ємний, тоді многокутник орієнтований за годинниковою стрілкою. Якщо визначник додатній, тоді многокутник орієнтований проти годинникової стрілки. Визначник ненульовий якщо точки A, B і C не колінеарні.  У нашому прикладі, з точками A, B, C і т.д., визначник від'ємний, отже, многокутник орієнтований за годинниковою стрілкою.

### Практичні зауваги
На практиці, зазвичай беруть до уваги такі спостереження.
Не потрібно обчислювати опуклу оболонку многочлена для знаходження підхожої вершини. Звичайним вибором є вершина з найменшою X-координатою. Якщо таких декілька, тоді обирають ту з них, у якої Y-координата найменша. Ця вершина гарантовано належить до опуклої оболонки. 
У випадку опуклого многокутника можна обрати будь-яку вершину.
Для кращої чисельної стійкості використовують таку формулу для визначника:
{\displaystyle \det(O)=(x_{B}-x_{A})(y_{C}-y_{A})-(x_{C}-x_{A})(y_{B}-y_{A})}